# Ejército Comando Revolucionario
El Ejército Comando Revolucionario (RCA), también conocido como Ejército Libre Sirio (SFA), o Nuevo Ejército Sirio (NSA), es una facción de oposición siria entrenada por el Ejército de los Estados Unidos que controla territorio cerca de la frontera de Siria con Irak y Jordania y al norte en parte de la gobernación de Hama, en el oriente del país. Ha estado alojado en la base militar estadounidense en Al-Tanf.
Fundado como una expansión del Frente de Autenticidad y Desarrollo por desertores del Ejército Árabe Sirio y otros rebeldes durante la guerra civil siria el 20 de mayo de 2015, el Nuevo Ejército Sirio intentó expulsar al Estado Islámico del sudeste de Siria. En diciembre de 2016, el Nuevo Ejército Sirio se disolvió y los restos del grupo formaron Maghawir al-Thawra.
El grupo es conocido por su corrupción, lo que llevó al Comando Central de Estados Unidos a destituir a su ex alto funcionario Mohanad al-Tala en 2022. Posteriormente, tras un supuesto intento del Comando Central de Estados Unidos de integrar al grupo en las Fuerzas Democráticas Sirias, este cambió su nombre a Ejército Libre Sirio.
Tras la caída del gobierno del presidente Bashar al-Ásad en diciembre de 2024, el SFA tomó el control de aproximadamente el 20% de Siria, incluida Palmira y la parte norte de Damasco.